# Municipalité (république populaire de Chine)
Pour les articles homonymes, voir Municipalité.
En Chine, les municipalités directement subordonnées au gouvernement central (chinois : 直辖市 ; pinyin : zhíxiá shì), parfois également appelées municipalités au rang de province, car elles ont la même relation directe que les provinces ou les régions autonomes (sans intermédiaire), au gouvernement central, sont des agglomérations qui ne dépendent d'aucune province mais directement de l'autorité centrale. Elles sont composées d'un centre urbain entouré d'une banlieue beaucoup plus grande, et de la zone rurale environnante.
Il y a aujourd'hui quatre municipalités : Pékin, Shanghai, Tianjin et Chongqing.

## Histoire
Sous le gouvernement de la république de Chine, les premières municipalités étaient les 11 villes de Nankin, Shanghai, Pékin, Tianjin, Qingdao, Chongqing, Xi'an, Canton, Hankou (maintenant partie de Wuhan), Shenyang et Harbin. Elles sont établies en 1927, peu après avoir été désignées comme villes dans les années 1920. Nominalement, Dalian était aussi une municipalité, bien qu'elle soit sous occupation japonaise. Ces villes étaient alors appelées municipalités ou villes spéciales, mais elles sont ensuite renommées municipalités sous le contrôle Yuan, puis municipalités sous contrôle direct par le gouvernement central.
Après la prise de contrôle de la Chine continentale par le Parti communiste chinois en 1949 et la création de la république populaire de Chine, Anshan, Benxi et Fushun sont déclarées municipalités, alors que Qingdao, Dalian et Harbin sont rétrogradées au rang de villes provinciales. Hankou fusionne avec Wuchang ou Hanyang pour former Wuhan. De là, il reste 12 municipalités en Chine continentale, jusqu'à ce que Dalian prenne le statut de municipalité en 1950. En novembre 1952, Nankin prend à son tour le statut de municipalité provinciale. En juillet 1953, Harbin récupère son statut de municipalité, accompagné de Changchun. À l'exception de Pékin et Tianjin, qui sont sous le contrôle central, toutes les autres municipalités sont gouvernées par les plus grandes zones administratives.
En juin 1954, 11 des 14 municipalités sont rétrogradées au statut de municipalités provinciales. La plupart deviennent les capitales des provinces dans lesquelles elles se trouvent. Seules Pékin, Tianjin et Shanghai conservent leur statut, avant d'être à nouveau rejointes par Chongqing en 1997 avec une zone d'influence beaucoup plus importante. Tianjin est temporairement revenue sous l'autorité de province autour des années 1960.

### Liste des anciennes municipalités
| Nom            | Chinois (T) | Chinois (S) | Pinyin    | Pinyin postal      | Région     | Annexion actuelle |
| -------------- | ----------- | ----------- | --------- | ------------------ | ---------- | ----------------- |
| Nankin         | 南京        | 南京        | Nánjīng   | Nanking            | Est        | Jiangsu           |
| Qingdao        | 青島        | 青岛        | Qīngdǎo   | Tsingtao           | Est        | Shandong          |
| Xi'an          | 西安        | 西安        | Xī'ān     | Sian               | Nord-Ouest | Shaanxi           |
| Canton         | 廣州        | 广州        | Guǎngzhōu | Kwangchou (Canton) | Centre-Sud | Guangdong         |
| Hankou (Wuhan) | 漢口        | 汉口        | Hànkǒu    | Hankow             | Centre-Sud | Hubei             |
| Shenyang       | 瀋陽        | 沈阳        | Shěnyáng  | Shenyang (Mukden)  | Nord-Est   | Liaoning          |
| Harbin         | 哈爾濱      | 哈尔滨      | Hāěrbīn   | Harbin             | Nord-Est   | Heilongjiang      |
| Dalian         | 大連        | 大连        | Dàlián    | Dairen             | Nord-Est   | Liaoning          |
| Anshan         | 鞍山        | 鞍山        | Ānshān    | Anshan             | Nord-Est   | Liaoning          |
| Benxi          | 本溪        | 本溪        | Běnxī     | Penhsi             | Nord-Est   | Liaoning          |
| Fushun         | 撫順        | 抚顺        | Fǔshùn    | Fushun             | Nord-Est   | Liaoning          |

### Municipalités actuelles
De nos jours, la république populaire de Chine possède quatre municipalités au rang de province.
|  |

| N° sur la carte | Nom de la division | Trad. | Simp. | Hanyu Pinyin | Pinyin postal | Abbr.   | ISO   | Région    | Population | Densité (/km²) | Superficie (km²) | Divisions |
| --------------- | ------------------ | ----- | ----- | ------------ | ------------- | ------- | ----- | --------- | ---------- | -------------- | ---------------- | --------- |
| 1               | Pékin              | 北京  | 北京  | Běijīng      | Peking        | 京 jīng | CN-11 | Nord      | 15 810 000 | 941            | 16 800           | Liste     |
| 2               | Tianjin            | 天津  | 天津  | Tiānjīn      | Tianjin       | 津 jīn  | CN-12 | Nord      | 11 519 000 | 980            | 11 305           | Liste     |
| 3               | Chongqing          | 重慶  | 重庆  | Chóngqìng    | Chungking     | 渝 yú   | CN-50 | Sud-Ouest | 31 442 300 | 382            | 82 300           | Liste     |
| 4               | Shanghai           | 上海  | 上海  | Shànghǎi     | Shanghai      | 沪 hù   | CN-31 | Est       | 18 450 000 | 2 622          | 6 341            | Liste     |

## Position hiérarchique
Les municipalités constituent le plus haut niveau hiérarchique pour une ville en république populaire de Chine. Il existe trois niveaux de villes en Chine continentale (par ordre d'importance) :
1. Les municipalités
2. Les villes-préfectures (incluant les villes sous-provinciales qui sont au-dessus de la majorité des villes-préfectures)
3. Les villes-districts

## Administration
Dans les municipalités en Chine continentale, le dirigeant le plus important est le maire. Le maire est également député de l'Assemblée nationale populaire et secrétaire-adjoint du comité municipal du Parti communiste chinois. Cependant, l'autorité administrative la plus haute dans une municipalité appartient au secrétaire du Comité municipal du Parti communiste chinois ou secrétaire du Parti.